# فلمنجوري
فلمنجوري (بالسردينية: Frùmini Majori أو Flùmini Majori) هي بلدية (كومونا) في مقاطعة جنوب سردينيا، في منطقة سردينيا الإيطالية، وتبعد حوالي 60 كيلومترًا (37 ميلًا) شمال غرب مدينة كالياري وحوالي 30 كيلومترًا (19 ميلًا) شمال كاربونيا. إن لبلدية فلمنجوري حدودًا مع البلديات الآتية: أربس، وبغرو، ودمسنوفاس، وغمفانديجا، وإغلسياس.
يقع معبد أنتاس في أرض فلمنجوري. وهناك العديد من المتاحف في المدينة، كمتحف علم الإحاثة.

## السكان
في سنة 1861 بلغ عدد السكان 1٬869 نسمة، وتطور العدد ليصل في سنة 2011 لـ 2٬966 نسمة.
يظهر هذا المخطط البياني تطور النمو السكاني لـ فلمنجوري